# Karl Reumschüssel
Karl Reumschüssel (* 28. April 1884 in Steinbach-Hallenberg, Landkreis Schmalkalden; † 18. März 1940 in Berlin-Schöneberg) war ein deutscher Kommunalpolitiker und Abgeordneter des Provinziallandtages der preußischen Provinz Hessen-Nassau.

## Leben
Karl Reumschüssel wurde als Sohn des Schlossermeisters Wilhelm Julius Reumschüssel und dessen Gemahlin Elisabeth Karoline Holland-Merten geboren. Nach seiner Schulausbildung erlernte er im elterlichen Betrieb den Beruf des Zangenmachers, wechselte in die Justizverwaltung und wurde Schreiber am Amtsgericht in seinem Heimatort. Von 1914 bis 1917 nahm er am Ersten Weltkrieg teil und wurde als Offizier-Stellvertreter krankheitsbedingt entlassen. So kam er als Dienstverpflichteter ins Mercedes-Werk Zella-Mehlis. Reumschüssel betätigte sich politisch, trat der Unabhängigen Sozialdemokratischen Partei Deutschlands bei und erhielt als deren Vertreter ein Mandat im Kurhessischen Kommunallandtag des Regierungsbezirks Kassel, aus dessen Mitte er zum Abgeordneten des Provinziallandtages der Provinz Hessen-Nassau bestimmt wurde. Er blieb bis 1920 in den Parlamenten.
Während seiner Abgeordnetenzeit war er zugleich kommissarischer Bürgermeister von Steinbach-Hallenberg und nahm später die Funktion des Gemeindesekretärs wahr.
1923 wurde er zum Bürgermeister von Ketzin an der Havel gewählt und wurde 1933 gegen den Willen der Bürger von den Nationalsozialisten abgesetzt. Später verdiente er sich seinen Lebensunterhalt als Steuerhelfer.
Er starb in Schöneberg und fand in seinem Heimatort seine letzte Ruhestätte.